# رحيم ظافر
رحيم ظافر (بالتركية: Rahim Zafer)‏ (هانغل: 라힘 자파르) هو لاعب كرة قدم ومدرب كرة قدم تركي وكوري جنوبي في مركز الدفاع، ولد في 25 يناير 1971 في آدابازاري في تركيا. شارك مع منتخب تركيا تحت 21 سنة لكرة القدم ومنتخب تركيا لكرة القدم. أما مع النوادي، فقد لعب مع أضنة سبور وغنتشلربيرليغي.

## وصلات خارجية
- رحيم ظافر على موقع اتحاد تركيا (لاعب) (الإنجليزية)
- رحيم ظافر على موقع اتحاد تركيا (مدرب) (الإنجليزية)
- رحيم ظافر على موقع دوري كوريا الجنوبية (الإنجليزية)
- رحيم ظافر على موقع قاعدة بيانات كرة القدم.إي يو (الإنجليزية)
- رحيم ظافر على موقع ناشيونال فوتبول تيمز (الإنجليزية)
- رحيم ظافر على موقع عالم كرة القدم.نت (الإنجليزية)